# Machův mlýn v Kundraticích
Machův mlýn (německy Obere Mühle) v Kundraticích u Košťálova v okrese Semily je vodní mlýn, který stojí v jihozápadní části vesnice na Kundratickém potoce. Je chráněn jako kulturní památka.

## Historie
Mlýn byl původně panský a pochází z doby před rokem 1651. Po skončení první světové války byla k historické mlýnici přistavěna nová mlýnská budova.

## Popis
Dvoukřídlé patrové roubené stavení na půdorysu písmene L má sedlovou střechu. Jihovýchodní křídlo je v přízemí zděné a v patře roubené s pavlačí. Severovýchodní strana má přízemí trojosé se dvěma vstupy do klenutých prostor. Na středovém vstupním portálu je vytesané vročení 1783.
Voda na vodní kolo vedla náhonem. Dochoval se pískovcový mlecí kámen.